# Тодор Колев (футболіст)
Тодор Колев (болг. Тодор Колев, нар. 29 квітня 1942, Харманли) — болгарський футболіст, що грав на позиції півзахисника. По завершенні ігрової кар'єри — футбольний арбітр.
Виступав, зокрема, за софійські клуби ЦСКА та «Локомотив», а також національну збірну Болгарії.

## Клубна кар'єра
У дорослому футболі дебютував 1962 року виступами за команду ЦСКА (Софія), в якій провів три сезони, взявши участь у 18 матчах чемпіонату. У складі армійців закріпитись Колев не зумів, втім виграв Кубок Радянської Армії в сезоні 1964/65.
Далі протягом сезону 1965/66 років захищав кольори клубу «Ботев» (Враца), а влітку 1966 року він перебрався в софійський «Локомотив». Відіграв за софійську команду наступні три сезони своєї ігрової кар'єри. Більшість часу, проведеного у складі софійського «Локомотива», був основним гравцем команди.
Після об'єднання зі «Славією» (Софія) в січні 1969 року залишився в новоствореній команді «ЖСК-Славія», за яку грав до літа 1971 року, коли команди знову розділились і Колев продовжив виступи за «Локомотив», вигравши з командою Балканський кубок в 1973 році. Завершив кар'єру футболіста виступами за «Локомотив» (Софія) у 1975 році. Загалом за кар'єру зіграв 249 матчів у групі А.

## Виступи за збірну
12 листопада 1967 року дебютував в офіційних матчах у складі національної збірної Болгарії в грі відбору на Євро-1968 проти Швеції (3:0).
У складі збірної був учасником чемпіонату світу 1970 року у Мексиці, де зіграв дві гри — проти ФРН (2:5), в якому забив свій єдиний гол за збірну, та Марокко (1:1), а його збірна не подолала груповий етап. Після «мундіалю» за збірну більше не грав, провівши у її складі загалом 11 матчів і забивши 1 гол.

## Титули і досягнення
- Володар Кубка Болгарії (1):

ЦСКА (Софія): 1964/65

## Суддівська кар'єра
По завершенні ігрової кар'єри став футбольним арбітром. У 1980-ті роки мав статус міжнародного арбітра і судив матчі ранніх стадій Кубка європейських чемпіонів та Кубка УЄФА, а також працював на іграх збірних, відсудивши зокрема два матчі відбору до чемпіонату світу 1990 року (Югославія — Кіпр, 4:0 та Норвегія — Франція, 1:1), а також кваліфікаційний матч до Євро-1992 (Чехословаччина — Ісландія, 1:0).